# Vetxerlei
Vetxerlei (en rus: Вечерлей) és un poble de la República de Mordòvia, a Rússia, segons el cens del 2010 tenia 404 habitants, pertany al municipi de Kirjemani.